# جماهير النادي الإفريقي

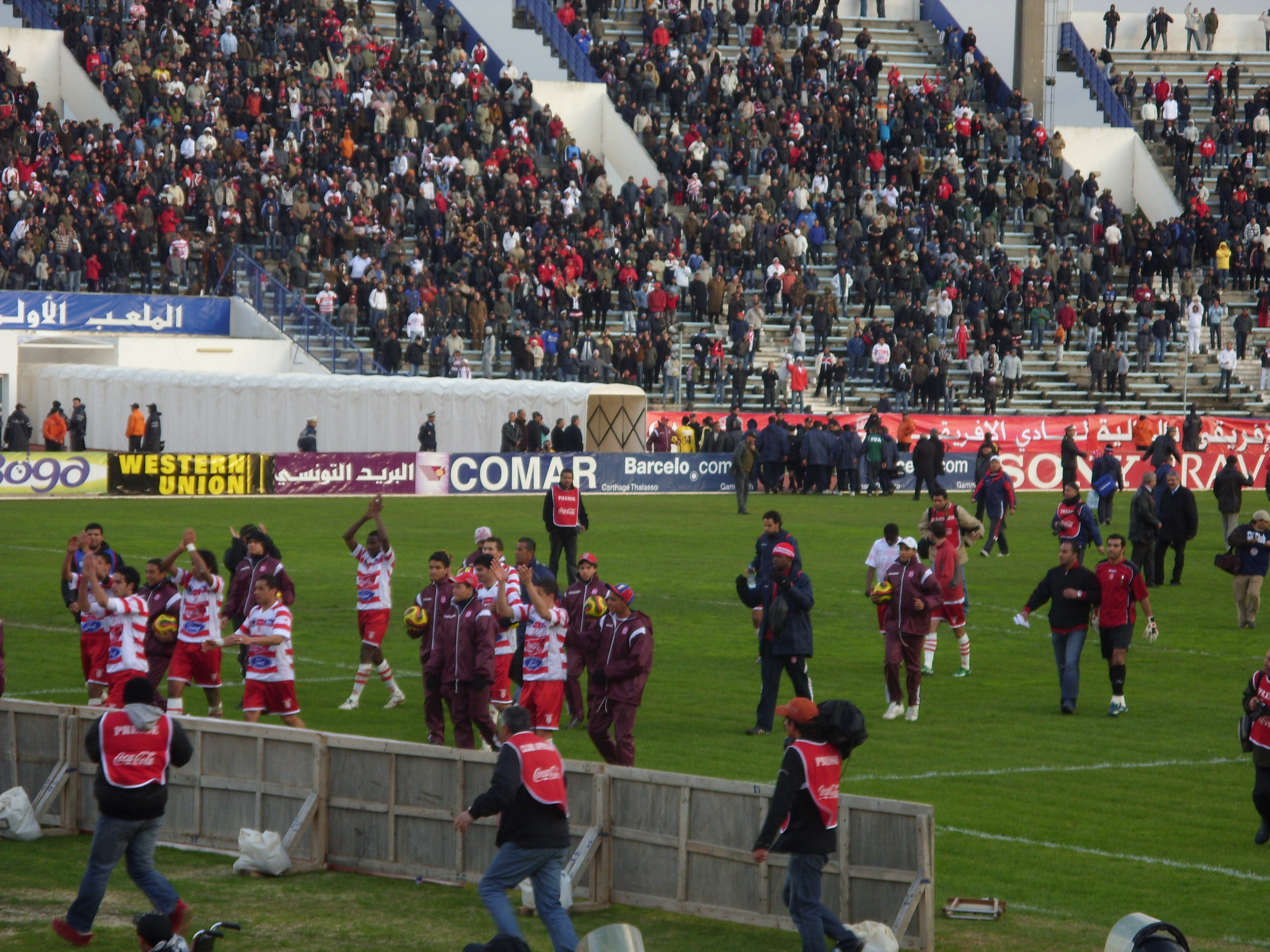
لاعبو الإفريقي يلعنون جمهور الفيراج

مشجعو النادي الإفريقي يقذفون القوارير على نادي كرة القدم التونسي، النادي الإفريقي، أحد الفرق البارزة في البلاد. يأتي أنصار النادي من جميع أنحاء منطقة تونس العاصمة.
تعلن العديد من مجموعات المشجعين انتمائهم للنادي، حيث يتمثل دورهم الأساسي في توجيه الجمهور وتنظيم العروض، والتي يشار إليها عادةً باسم "الزن"، أثناء المباريات. هناك مصدران للتمويل يمكّنان هذه المجموعات الداعمة من إعالة نفسها: مبيعات البضائع (مثل القمصان والقبعات والسترات الصوفية والأوشحة وما إلى ذلك) والتبرعات من الأعضاء والمؤيدين.
Ca merda من بين مجموعات المؤيدين المختلفة المرتبطة بالنادي، تشمل المجموعات البارزة الفائزين الأفارقة، وقادة الأندية، ونورث فاندالز، ودودجرز كلوبيستس، وأفريكان يونايتد، ويانكي كلوبيستس، وتشيكوس لاتينوس. يتجمعون جميعًا في الرواق الشمالي، خلف حارس المرمى، والذي يعد بمثابة مكان تجمع "المشجعين" (المؤيدين في هذه المنطقة).

## التنافس
يوجد تنافس كبيرا من أجل التفوق بين النادي الأفريقي والترجي الرياضي، الذي يوجد بين الجماهيير بين ناديين العاصمة، والمعروفة باسم دربي تونس. هناك أيضا التنافس مع أنصار النجم الرياضي الساحلي، الناديين يتنفسان بشكل منتظم للحصول على لقب بطل تونس.

## اللافتة المثيرة للجدل
في نهائي كأس تونس 2017 رفعة لافتة في المنحني الشمالي (curva nord) كتب عليها بالعربية كرهناكم يا حكًام تحاصرون قطر وإسرائيل في سلام بعد المباراة قُبض على رافعي هذه اللافتة بتهمة التحريض على الشغب والفوضى واحتجزوا في معتقل بُشوشة وبعد أسبوعين أُفرج عنهم. نشرت العشرات من وسائل الإعلام العالمية صور للافتة كقناة الجزيرة وسي أن أن وغيرها.